# Hamilton Cup
La Hamilton Cup è stata una competizione calcistica amichevole tenutasi nella città canadese di Hamilton nel Maggio del 1994, e sembra che rientrasse tra gli eventi celebrativi dello Scottish Festival sponsorizzato dalla Guinness. Al torneo presero parte tre squadre della Scottish Premier Division, Hearts, Aberdeen e Celtic, più il club locale del Montréal Impact, appartenente alla American Professional Soccer League(APSL), all'epoca il massimo livello calcistico di Stati Uniti e Canada. Tutte le partite furono disputate all'Ivor Wynne Stadium, e prevedevano semifinali e finale. La finale fu tra Aberdeen e Celtic, con questi ultimi vincitori per 1-0.

## Risultati

### Semifinali
- Hearts   2 – 4 (rig)  Celtic

1–1 al termine dei tempi regolamentari
- Aberdeen  2 – 0  Montréal Impact

### Finale
- Aberdeen 0 – 1  Celtic